# Dora Moutot
Pour les articles homonymes, voir Moutot.
Dora Moutot, née le 23 mai 1987, est une écrivaine, blogueuse, influenceuse, polémiste et militante féministe française qui défend une approche biologique essentialiste.
Ces positions, qu'elle qualifie de « femellistes », lui valent notamment une forte opposition de militants ou militantes trans et d'autres féministes, qui la rattachent à la mouvance TERF (féministes radicales excluant les personnes trans).

## Biographie

### Formation
Elle est diplômée en journalisme de mode à Central Saint Martins College of Art and Design.

### Carrière dans les médias: blogging et journalisme

#### La Gazette du mauvais goût
En 2009, Dora Moutot crée le blog La Gazette du mauvais goût, dans lequel elle répertorie « tout ce qui est bizarre, excentrique, insolite, trash, marginal, folklorique. » Dans Libération, elle explique sa motivation : « J'aime bien ce qui ne va pas ensemble, du genre le glauque et la super princesse façon Disney. J'aime bien le kitsch, la dentelle rose… Alors quand je faisais mes études de stylisme, on me disait que j'avais mauvais goût. »

#### Projet Webcam Tears
En février 2012, elle crée le blog et projet artistique Webcam Tears,, compilant des vidéos de personnes se filmant en pleurs avec leur webcam,. Le projet artistique fait l'objet d'une critique dans le livre de Zoe Alderton, The Aesthetics of Self-Harm: The Visual Rhetoric of Online Self-Harm Communities (« L'esthétique de l'automutilation : la rhétorique visuelle des communautés d'automutilation en ligne »). Dans le New York Magazine, elle parle de ce projet en ces termes : « À une époque où montrer des organes génitaux sur Internet n'est plus choquant, les larmes sont une nouvelle forme de pornographie ».

#### Autres activités
En juin 2013, elle remporte le prix Google-Le Monde pour son blog hébergé sur la plateforme de blogs du Monde,. En décembre de la même année, elle est nommée à la cérémonie satirique des Gérard de la télévision pour sa participation en tant que chroniqueuse à l'émission Comment ça va bien !.
En 2014, elle cofonde avec Sophie Pinchetti le webzine The Other, dédié aux sous-cultures et aux cultures alternatives.
Elle a écrit pour divers médias en ligne comme Vice et a été rédactrice en chef adjointe de Konbini,.

#### Sexualité féminine sur les réseaux sociaux
Le 23 août 2018, Dora Moutot crée le compte Instagram « T'as joui ? », dédié à éduquer sur la sexualité féminine. Le compte relaie des témoignages de femmes critiquant les performances sexuelles de leurs partenaires masculins. Le compte connait un certain succès sur les réseaux sociaux, totalisant près de 600 000 abonnés en août 2021, et devenant une vitrine pour la critique des rapports hétérosexuels traditionnels. Toujours au sujet de la sexualité féminine et de la domination masculine dans les rapports sexuels hétérosexuels, elle publie en 2021 le livre Mâle-baisées.

### Scission progressive vis-à-vis du féminisme contemporain

#### Féminisme essentialiste
À partir des années 2020, Dora Moutot adopte des positions progressivement de plus en plus iconoclastes à l'endroit des mouvances féministes contemporaines. Son principal grief est la primauté, selon elle, de la « théorie du genre ». Ainsi, elle se définit comme « critique du genre » et « femelliste », terme qu'elle utilise pour décrire le courant féministe essentialiste, duquel elle se revendique. Selon elle, l'idée principale à défendre est que les femmes ont des besoins spécifiques fondés sur leur biologie, permettant de sortir les femmes transgenres du groupe social des femmes, en raison notamment de l'absence d'organes reproducteurs féminins et de cycles hormonaux féminins. Elle critique, en outre, la notion d'identité de genre, affirmant que la génétique et la biologie constituent des critères suffisants et que les autodéfinitions et affirmations identitaires ne devraient pas faire l'objet d'une reconnaissance sociale et politique,.
Elle adopte progressivement des réserves envers les principales conquêtes de la seconde vague féministe : en avril 2022, elle qualifie ainsi — sans s'y opposer — la contraception d'« excision psychique » pour les femmes.
D'après Constance Lefebvre, du collectif Toutes des femmes, Dora Moutot développe « des affinités avec des théories qui valorisent des rôles genrés traditionnels au sein du couple. C'est un discours très essentialiste, qui flirte vraiment avec le masculinisme ». En juillet 2022, après que le polémiste masculiniste canadien Jordan Peterson a nié l'existence du patriarcat et appelé les hommes à « s'endurcir » pour combattre leur « féminisation », Dora Moutot rejette la qualification de masculiniste qui lui est attribuée par des féministes : cela serait selon elle une « nigaude étiquette pour le disqualifier sans même regarder vraiment ce qu'il fait ». Elle affirme que Peterson est « un des seuls mecs qui expliquait aux hommes comment avoir des valeurs ». Elle a des relations personnelles cordiales avec l'essayiste d'extrême droite Julien Rochedy, qui défend des thèses masculinistes.

#### Controverse et prises de position contre la transidentité
En février 2020, elle cosigne une tribune intitulée « Trans : suffit-il de s’autoproclamer femme pour pouvoir exiger d’être considéré comme telle ? », s'opposant à l'inclusion des personnes transgenres au sein du mouvement féministe. La tribune, publiée en premier lieu dans Le HuffPost, est dépubliée, avant d'être republiée sur le site internet de Marianne.
Son engagement contre la reconnaissance sociale et légale de la transidentité passe notamment par un activisme auprès des élus. Le 6 décembre 2021, Dora Moutot incite ainsi ses abonnés Instagram à mener une campagne de lobbying auprès du Sénat afin de faire supprimer la mention d'identité de genre d'un texte de loi visant à l'interdiction des thérapies de conversion. Cet appel provoque l'envoi de plus d'une centaine d'exemplaires d'un même mail type aux sénateurs examinant la loi. La veille du vote, elle affirme avoir été reçue avec Anissia Docaigne-Makhroff par la ministre Marlène Schiappa afin de présenter un dossier de « ressources au sujet des problématiques sur l’idéologie d’identité de genre ».
En août 2022, Dora Moutot et Marguerite Stern, autre représentante revendiquée du femellisme, signent une tribune adressée à la Première ministre, Élisabeth Borne, et publiée dans Marianne, dans laquelle elles s'opposent à une affiche du Planning familial représentant un homme enceint, qui reprend selon elles « un vocabulaire utilisé par les militants transactivistes ». Selon Mediapart, le texte de cette tribune est « très majoritairement relayé par des militant·e·s, organes de presse ou personnalités d’extrême droite ». À la suite de cette tribune, M. Stern et D. Moutot sont reçues par les députées LREM Caroline Yadan et Aurore Bergé. D'autres élus LREM s'indignent de ces invitations, comme Pierre Karleskind et Raphaël Gérard.
En octobre 2022, Dora Moutot publie un manifeste « femelliste » qui entend « s'opposer aux législations qui effacent le sexe au profit de la notion d'identité de genre ». Elle lance, avec Marguerite Stern, une plateforme en ligne visant à porter « les voix des femmes qui n'osent pas s'opposer au transgenrisme dans le débat public ». Elles réaffirment que ce qu'elles qualifient d'« idéologie transgenre » est « dangereuse pour la jeunesse car elle nie les réalités biologiques ».
En juillet 2023, elle s'oppose à l'amendement de La France insoumise proposant qu'une femme transgenre puisse être incarcérée dans une prison pour femmes,.

#### Complotisme et critique du «lobby trans»
Parmi ses nombreuses prises de position en rapport avec la transidentité, Dora Moutot affirme à plusieurs reprises que des « milliardaires transhumanistes » « financent » un « lobby trans », partageant notamment les thèses de la blogueuse américaine Jennifer Bilek, qui dénonce des milliardaires qui auraient « infiltré la communauté gay » afin de « convaincre les personnes cisgenres qu'elles doivent transitionner, avec pour but ultime de […] mettre l'humanité en esclavage en fusionnant homme et machine ».

#### Conséquences
En raison de ses prises de position jugées transphobes[Par qui ?] et de sa proximité supposée avec des figures de l'extrême droite, Dora Moutot dit être victime de harcèlement de masse. Plusieurs marques mettent par ailleurs fin aux engagements commerciaux qu'elles avaient avec elle.
En mai 2024, elle dénonce les « appels au meurtre » dont elle aurait fait l'objet lors d'une manifestation à Strasbourg. L'autrice de Harry Potter, J.K. Rowling, dont les prises de positions sur les questions de genre lui avaient également valu des accusations de transphobie, lui apporte alors son soutien.

### Sensibilisation sur la CBCG et naturopathie
Dora Moutot est atteinte de la colonisation bactérienne chronique de l'intestin grêle (CBCG) depuis 2009 et entreprend plusieurs projets afin de sensibiliser au sujet de cette maladie. Elle traite ses symptômes avec un régime naturopathique.
En juin 2019, elle publie le livre À fleur de pet, dans lequel elle raconte son expérience avec la CBCG. Elle anime également un compte Instagram consacré aux maladies intestinales. En novembre 2020, elle sort la web-série Comment j'ai hacké mes intestins, centrée sur le CBCG. Elle est diffusée sur Arte.tv, TV5 Monde et France.tv Slash. D'après L'Express, Dora Moutot y fait la promotion de traitements non conventionnels.

## Controverses et critiques

### Controverse autour d'une plaisanterie sur l'État islamique
En 2020, Dora Moutot publie une plaisanterie sur Instagram à propos de l'État islamique et de la pandémie de Covid-19 dans laquelle elle se demande si les membres de l'EI se réjouissent du port du masque, assimilé au hidjab.
Des internautes l'accusent d'islamophobie et de féminisme blanc, voire la cyberharcèlent. En réaction à la vague de harcèlement, elle porte plainte pour cyberharcèlement et diffamation. Elle reçoit le soutien du mouvement féministe Femen.

### Accusations de transphobie
Son compte Instagram « T'as joui ? » est critiqué par des militants transgenres lui reprochant de ne pas inclure les personnes transgenres ou l'accusant de transphobie. En réaction à ces critiques, elle répond que les femmes cisgenres n'ont « pas la même biologie et donc pas tout à fait le même vécu, ni les mêmes problématiques que les trans » et critique un « terrorisme de gauche » et une « bien-pensance » prégnants au sein du féminisme.
En septembre 2021, sept autrices se retirent d'un salon du livre féministe, après avoir appris la présence de Dora Moutot et Marguerite Stern à ce salon, en raison de leurs propos qu'elles jugent transphobes.
Le 15 octobre 2022, dans l'émission Quelle époque !, sur France 2, elle qualifie le journaliste Hanneli Escurier de « femme transidentifiée » et la femme politique Marie Cau, première maire transgenre de France, d'« homme transféminin », lui refusant la qualité de femme et affirmant : « Pour moi, Marie Cau, c’est un homme. » Marie Cau lui reproche, en retour, d'être transphobe, suivie par Jérémy Ferrari, qui l'accuse de tenir un discours de haine. Lors de cette même émission, elle prétend que les femmes trans seraient dangereuses pour les autres femmes au sein des établissements pénitentiaires, notamment à la suite de viols. 20 Minutes estime qu'il s'agit d'« une généralité infondée autour de faits divers survenus dans d’autre pays » et qualifie ces propos de transphobes. Son invitation par France 2 est critiquée par le site Madmoizelle.
À la suite d'une demande de la mairie de Paris, JCDecaux retire en 2024 une publicité pour son livre Transmania, écrit avec Marguerite Stern et jugé transphobe par le premier adjoint de la mairie Emmanuel Grégoire,.

#### Conséquences judiciaires
En février 2023, à la suite des propos de Dora Moutot de 2022 sur Hanneli Escurier et Marie Cau, les deux personnes concernées ainsi que les associations LGBT Mousse et STOP Homophobie portent plainte contre la militante pour « injures publiques envers une personne à raison de son identité de genre » et « provocation publique à la haine ou à la violence à l’égard d’un groupe. »
Dora Moutot organise à cette occasion une cagnotte sur la plateforme Leetchi pour contribuer à ses frais de justice. Les dons atteignent l'objectif des 15 000 € en vingt-quatre heures, ce qui conduit Dora Moutot à en revoir le montant à la hausse à deux reprises (20 000 €, puis 25 000 €). Après que de nombreuses personnes se sont adressées à Leetchi pour demander l'annulation de la cagnotte, la plateforme répond qu'elle est dans l'incapacité de le faire tant qu'un jugement en défaveur de Moutot ne sera pas rendu.
Le 20 avril 2024, SOS Homophobie annonce porter plainte contre Dora Moutot et Marguerite Stern pour leur livre Transmania. L'association accuse l'ouvrage de « haine contre les personnes trans ».

### Proximité avec l'extrême droite
À la suite de la tribune publiée en février 2020 dans Marianne, des médias comme Mediapart (selon lequel la tribune a été « très majoritairement relayée par des militants, organes de presse ou personnalités d’extrême droite »), Libération ou Arrêt sur images considèrent qu'il existe une proximité entre Dora Moutot et l'extrême droite — « même involontairement », précise Arrêt sur images. Entre autres, Libération cite son passage dans des médias tels que Sud Radio ou L'Incorrect et son rapprochement avec Thierry Casasnovas, figure du conspirationnisme français,,, et anti-avortement, dont elle est personnellement proche et chez qui elle est woofeuse.

### Promotion des pseudo-sciences
D'après Le Point, Dora Moutot fait la promotion de traitements non conventionnels à propos de la CBCG. En août 2022, Moutot apporte son soutien au naturopathe Thierry Casasnovas, surveillé par la Miviludes.

## Publications
- À fleur de pêt : le 1er livre sur la maladie des hyperballonnés qui ont le microbiote à l’envers, Guy Trédaniel Éditeur, 2019, 356 p. (ISBN 2813219819)
- Mâle-baisées : le livre qui dénonce le patriarcat sous les draps, Guy Trédaniel Éditeur, 2021, 442 p. (ISBN 978-2-8132-2537-5)
- avec Marguerite Stern, Transmania : Enquête sur les dérives de l'idéologie transgenre, Magnus, 2024.